# Helsinki Lufthavn
Helsingfors-Vanda Lufthavn (svensk Helsingfors-Vanda flygplats, finsk Helsinki-Vantaan lentoasema), (IATA: HEL, ICAO: EFHK), er Finlands vigtigste internationale lufthavn. Den ligger i byen Vantaa, cirka 17 km nord for hovedstaden Helsingfors. Den blev bygget i anledning af Sommer-OL 1952. I 2017 ekspederede den 18.892.386 passagerer og 178.000 landinger, hvilket gjorde den til 4. største lufthavn i Norden.
Finnair har deres hovedhub på Vantaa og betjener et stort antal indenrigs og udenrigs ruter. Blandt andet har selskabet skabt meget trafik i lufthavnen på grund af deres mange ruteåbninger til Asien. Det SAS-ejede flyselskab Blue1 har også deres Hub i lufthavnen